# Helena Marques
Helena Pereira Gonçalves Marques (* 17. Mai 1935 in Carcavelos, Distrikt Lissabon, Portugal; † 19. Oktober 2020) war eine portugiesische Journalistin und Schriftstellerin.

## Leben
Sie wuchs auf der portugiesischen Insel Madeira auf und besuchte dort die Schule und die Academia de Música e Bela Artes, wo sie englische Literatur und Sprache studierte.
Zunächst war sie als Privatlehrerin tätig, seit 1957 als Journalistin, u. a. bei der Zeitung Diário de Notícias da Madeira. 1971 zog sie nach Lissabon, wo sie für die Tageszeitung Diário de Notícias und die Frauenzeitschrift Marie Claire tätig war. Es folgten auch Tätigkeiten bei kleinen Zeitungen.
Ihr Debüt als Schriftstellerin hatte sie 1992 nach ihrer Pensionierung mit dem Roman „Raquels Töchter“, einer Familiensaga über Madeira, der mit diversen Preisen ausgezeichnet wurde.
Ihr Werk wurde neben Deutsch auch ins Italienische, Kastilische, Griechische, Rumänische und Bulgarische übersetzt.
Sie starb am 19. Oktober 2020 im Alter von 85 Jahren an den Folgen einer COVID-19-Erkrankung.

## Rezeption
Ihre Bücher und Themen sind oftmals vom literarischen Feminismus geprägt. Zwei Werke wurden ins Deutsche übersetzt.
1994 lehnte sie die Ehrenmedaille der Insel Madeira ab, weil sie mit dem Regierungsstil von Inselpräsident Alberto João Jardim nicht einverstanden war.
2001 erhielt sie das Großkreuz des Infanten Dom Henrique durch den Staatspräsidenten von Portugal, Jorge Sampaio.

## Werke
- O ultimo cais (1992) (als „Raquels Töchter“ deutsch, Beck- und Glückler Verlag, 1997).
- A deusa sentada (1994), (als „Reise nach Malta“ deutsch btb Verlag, 2001).
- Terceiras Pessoas (1998).
- Os Ibis vermelhos de Guiana (2002).
- Ilhas contadas, (2007).
- O bazar Alemão (2010).